# Rücktransport
In verschiedenen Teilgebieten der Mathematik bezeichnet man als Rücktransport oder Pullback (auch: Zurückziehung, Rückzug) Konstruktionen, die ausgehend von einer Abbildung {\displaystyle f\colon X\to Y} und einem Objekt {\displaystyle E}, das in irgendeiner Weise zu {\displaystyle Y} gehört, ein entsprechendes, „entlang von {\displaystyle f} zurückgezogenes“ Objekt für {\displaystyle X} liefern; es wird häufig mit {\displaystyle f^{*}E} bezeichnet.
Das duale Konzept heißt meist Pushforward.
In der Kategorientheorie ist Pullback eine andere Bezeichnung für das Faserprodukt. Das duale Konzept wird hier Pushout, cokartesisches Quadrat oder Fasersumme genannt.

## Motivation: Der Rücktransport einer glatten Funktion
Sei {\displaystyle f\colon M\to N} ein Diffeomorphismus zwischen glatten Mannigfaltigkeiten und sei {\displaystyle \psi \colon N\to \mathbb {R} } eine glatte Funktion auf {\displaystyle N}. Dann ist der Rücktransport von {\displaystyle \psi } bezüglich {\displaystyle f} definiert durch
{\displaystyle f^{*}\colon C^{\infty }(N)\to C^{\infty }(M)} mit {\displaystyle (f^{*}(\psi ))(x)=\psi (f(x))\,.}
Der Rücktransport {\displaystyle f^{*}\psi } ist also eine glatte Funktion {\displaystyle M\to \mathbb {R} }.
Schränkt man die Funktion {\displaystyle \psi } auf eine offene Teilmenge {\displaystyle U\subset N} ein, so erhält man ebenso eine glatte Funktion auf {\displaystyle f^{-1}(U)\subset M}. Der Rücktransport ist also ein Morphismus zwischen den Garben der glatten Funktionen von {\displaystyle N} und {\displaystyle M}.

## Der Rücktransport eines Vektorbündels
Seien {\displaystyle M} und {\displaystyle N} topologische Räume, {\displaystyle \pi _{E}\colon E\to N} ein Vektorbündel über {\displaystyle N} und {\displaystyle f\colon M\to N} eine stetige Abbildung. Dann ist das zurückgezogene Vektorbündel {\displaystyle \pi _{E'}\colon E'\to M} definiert durch
{\displaystyle E':=\{(x,e)\in M\times E|f(x)=\pi (e)\}}
zusammen mit der Projektion {\displaystyle \pi _{E'}(x,e):=x}.
Es kann nun gezeigt werden, dass es einen Vektorbündelhomomorphismus {\displaystyle f_{*}} gibt, so dass das Diagramm
{\displaystyle {\begin{array}{rcl}E'&{\stackrel {f_{*}}{\longrightarrow }}&E\\\pi _{E'}{\big \downarrow }&&{\big \downarrow }\pi _{E}\\M&{\stackrel {f}{\longrightarrow }}&N\end{array}}}
kommutiert. Somit ist das zurückgezogene Vektorbündel ein Spezialfall eines Faserproduktes. Für einen fixierten Punkt {\displaystyle p\in M} ist {\displaystyle f_{*}|_{p}} eine lineare Abbildung zwischen Vektorräumen, daher gibt es eine duale Abbildung {\displaystyle f^{*}|_{p}\colon E_{f(p)}^{*}N\to (E')_{p}^{*}}. In diesem Kontext wird das zurückgezogene Vektorbündel {\displaystyle E'} auch mittels {\displaystyle f^{*}E} notiert und man nennt es auch Pullbackbündel von {\displaystyle E} bezüglich {\displaystyle f}.

## Zurückgezogene Schnitte in Vektorbündeln

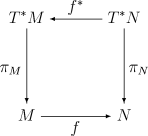
Schema eines Pullbacks am Beispiel der Kotangentialbündel

Im Bereich der Differentialgeometrie werden meist glatte Mannigfaltigkeiten anstatt beliebiger topologischer Räume {\displaystyle M} und {\displaystyle N} betrachtet. Dann wird auch zusätzlich gefordert, dass die Abbildung {\displaystyle f\colon M\to N} und das Vektorbündel differenzierbar sind. Betrachtet man die entsprechenden Tangentialräume anstatt beliebiger Vektorbündel, so ist die Abbildung {\displaystyle f_{*}} der Pushforward von {\displaystyle f} und die zurückziehende Abbildung {\displaystyle f^{*}\colon T_{f(p)}^{*}N\to T_{p}^{*}M} ist die duale Abbildung.
Ist {\displaystyle \omega \in \Gamma (N,E)} ein Schnitt im Vektorbündel {\displaystyle E}, so ist {\displaystyle f^{*}\omega \in \Gamma (M,f^{*}E)} der zurückgezogene Schnitt, der durch
{\displaystyle (f^{*}\omega )_{p}=\omega _{f(p)}}
für alle {\displaystyle p\in M} gegeben ist.

## Rücktransport bestimmter Schnitte in Vektorbündeln
Im vorigen Abschnitt wurde der Rücktransport eines Schnitts in einem Vektorbündel definiert. In diesem Abschnitte werden konkrete Instanzen solcher Rücktransporte von Schnitten aufgeführt. Dazu sind in diesem Abschnitt {\displaystyle M} und {\displaystyle N} glatte Mannigfaltigkeiten und {\displaystyle f\colon M\to N} eine glatte Abbildung.

### Glatte Funktionen
Die Menge {\displaystyle C^{\infty }(M)} der glatten Funktionen {\displaystyle \psi \colon N\to \mathbb {R} } kann auf natürliche Weise mit dem Vektorraum {\displaystyle \Gamma ^{\infty }(N,N\times \mathbb {R} )} der glatten Schnitte im Vektorbündel {\displaystyle \textstyle \coprod _{p\in M}\mathbb {R} \cong N\times \mathbb {R} } identifiziert werden. Entsprechend kann der Rücktransport einer glatten Funktion {\displaystyle (f^{*}(\psi ))(x)=\psi (f(x))} auch als Rücktransport eines glatten Schnittes des Vektorbündels {\displaystyle M\times \mathbb {R} } aufgefasst werden.

### 1-Formen
Der Pushforward von {\displaystyle f} entspricht gerade der äußeren Ableitung von {\displaystyle f}, was ein Vektorbündelhomomorphismus vom Tangentialraum {\displaystyle TM} in den Tangentialraum {\displaystyle TN} ist. Der duale Operator {\displaystyle f^{*}} ist somit ein Bündelhomomorphismus vom Kotangentialbündel {\displaystyle T^{*}N} in das Kotangentialbündel {\displaystyle T^{*}M}.
Sei {\displaystyle \alpha } ein glatter Schnitt in {\displaystyle T^{*}N}, was per Definition eine 1-Form ist. Dann gilt für den Rücktransport von {\displaystyle \alpha }
{\displaystyle (f^{*}\alpha )_{p}(X)=\alpha _{f(p)}(df_{p}(X))}
für ein {\displaystyle p\in M}.

### Differentialformen
Da die Menge der Differentialformen ein Vektorbündel bildet, kann man den Rücktransport einer Differentialform untersuchen.
Ist {\displaystyle f\colon M\to N} eine differenzierbare Abbildung und {\displaystyle \omega \in \Gamma (N,\Lambda ^{k}(T^{*}N))} eine k-Form auf {\displaystyle N}, so gilt für die auf {\displaystyle M} zurückgezogene Differentialform {\displaystyle f^{*}\omega } die Gleichung
{\displaystyle (f^{*}\omega )_{p}(X_{1},\ldots ,X_{k})=\omega _{f(p)}(f_{*p}X_{1},\ldots ,f_{*p}X_{k})}
für Tangentialvektoren {\displaystyle X\in T_{p}M} im Punkt {\displaystyle p\in M} gegeben.